# Autoroute A40 (France)
Pour les articles homonymes, voir A40.
En France, l’autoroute A40 relie Mâcon à Passy (Haute-Savoie) par Annemasse, près de Genève. Elle a été définitivement mise en service en 1990.
Après Passy, elle se prolonge jusqu'à Chamonix et au tunnel du Mont-Blanc sous la forme de la voie express RN 205. Elle compte douze viaducs et quatre tunnels bitubes. Elle est concédée aux entreprises Autoroutes Paris-Rhin-Rhône (APRR) depuis l’autoroute A6 à Valserhône et Autoroutes et tunnel du Mont-Blanc (ATMB) entre Valserhône et Passy (L'Abbaye).
Cette autoroute est surnommée autoroute Blanche entre Valserhône et Passy et autoroute des Titans entre Bourg-en-Bresse et Valserhône.

## Caractéristiques
- 2 × 2 voies.
- 2 × 3 voies entre les autoroutes A42 et A39 (sur 21 km).
- 356 kilomètres de longueur.
- Section gratuite de 12 km entre l'A41 (Saint-Julien-en-Genevois) et l'A411 (Annemasse).
- Section gratuite de 6 km entre les gares de Mâcon-centre et de Replonges.
- Section gratuite de 10 km entre Passy et Sallanches.
- Le reste de l'autoroute est payant.

## Historique

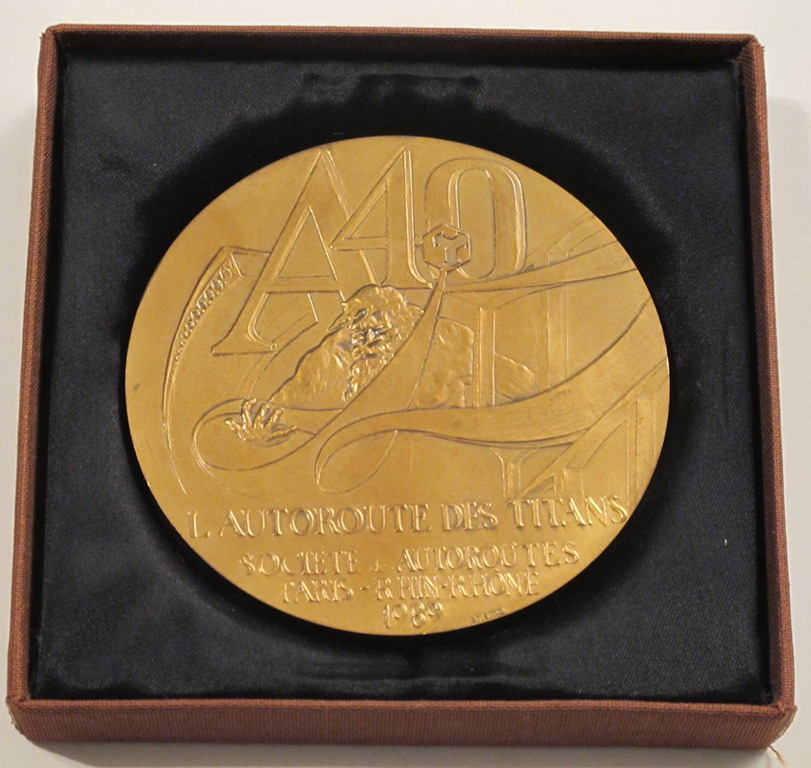
Médaille commémorative de l'inauguration de l'autoroute des Titans, décembre 1989.

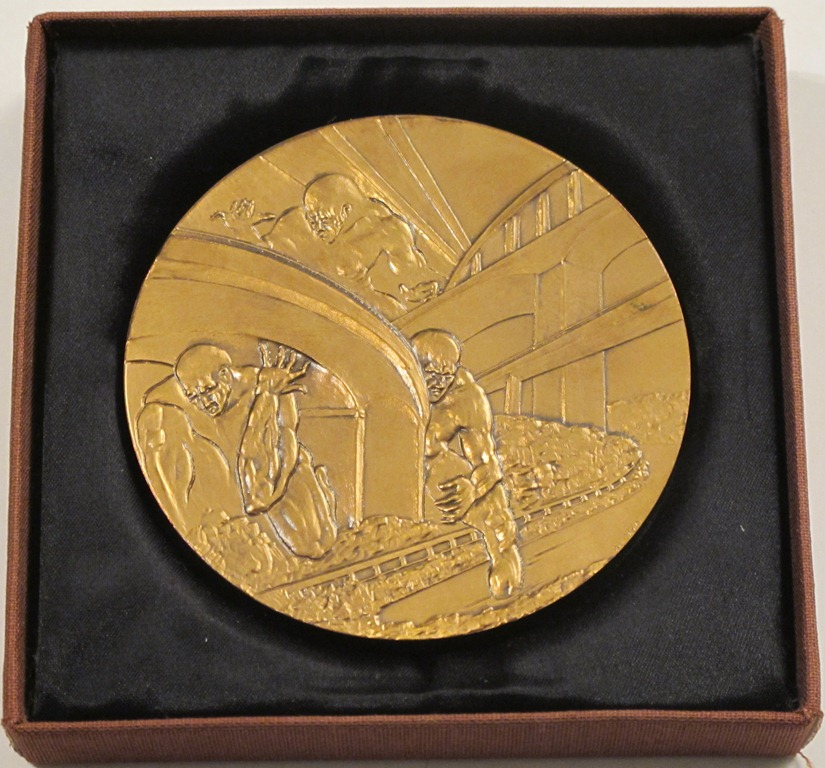
Médaille commémorative de l'inauguration de l'autoroute des Titans, décembre 1989.

### Autoroutes et tunnel du Mont-Blanc
La partie de l'autoroute depuis la frontière suisse dans la banlieue française de Genève en direction de Chamonix-Mont-Blanc est construite afin de désenclaver les vallées alpines de l'Arve, de Chamonix, du val Montjoie, du val d'Arly, du Giffre, etc., et de leurs villes et stations de sports d'hiver respectives mais également un meilleur accès au tunnel du Mont-Blanc ouvert à la circulation en 1965. Ainsi, la section entre Genève-Vallard et Bonneville est ouverte en 1973, prolongée jusqu'à Cluses en 1974, à Sallanches en 1975 puis à Passy en 1976. Cette dernière section est inaugurée par le Premier ministre Jacques Chirac. Enfin, en 1982, la section de 50 kilomètres entre Bellegarde-sur-Valserine et Annemasse est ouverte. Toutes ces sections portaient à l'époque le numéro B41. Empruntant le fond plat de la vallée de l'Arve et s'arrêtant avant les premiers reliefs au pied des gorges de l'Arve, cette portion d'autoroute ne nécessite aucuns travaux d'ampleur si ce n'est la construction de deux grands ponts au-dessus de l'Arve et la réalisation d'une tranchée à l'entrée de la cluse de l'Arve à Cluses ; la route nationale 205 qui prolonge l'autoroute A40 jusqu'à Chamonix-Mont-Blanc comporte en revanche un certain nombre d'ouvrages (tunnels, viaducs, etc.).
À la fin des années 2000, ATMB a mené plusieurs travaux destinés à améliorer la desserte des villes de la vallée de l'Arve par l'autoroute, entre Bonneville et Passy. L'échangeur 21 de Passy, complété, est inauguré le 21 octobre 2008. Il a inclus la création de deux carrefours giratoires sur la route départementale 339 sur la commune de Passy. Ces travaux ont coûté trois millions d'euros,. Plus au nord, l'échangeur 20 l'est à son tour le 11 septembre 2009 afin de réduire le trafic dans le centre-ville de Sallanches ; deux giratoires ont été créés sur la RD 1205, en décembre 2008 pour la direction de Genève et, en janvier 2009, pour la direction de Chamonix-Mont-Blanc. La réalisation a coûté 8,8 millions d'euros,. Enfin, depuis le 11 décembre 2009, l'échangeur 17 dit de Bonneville-Est est accessible dans les deux sens ; ces travaux ont coûté 14,2 millions d'euros,.

### Autoroutes Paris-Rhin-Rhône
La première section ouverte et concédée par APRR, entre les échangeurs 5 d'Attignat et 7 de la Vavrette, sur 20 km, ouvre au milieu de l'année 1985. Elle est prolongée vers l'échangeur 9 de Sylans (soit 61 km supplémentaires) à la fin de l'année 1986.
La section de Replonges (échangeur 3) à Attignat (échangeur 5) ouvre en 1987, sur 27 km. Fin 1989, est mise en service la section Sylans – Châtillon-en-Michaille (Valserhône) de 13 km. Lors de son inauguration, le Président français François Mitterrand la surnomme « l'Autoroute des Titans ». La jonction avec l'autoroute A6 (3 km) est achevée en octobre 1990.
Enfin, en 1995, sont doublés le tunnel de Chamoise et les viaducs de Nantua et des Neyrolles.
La section ouest, de l'A6 à l'A42 a porté le numéro F42. La section est, avant unification sous le numéro A40, était également une section de l'A42.

## Sorties

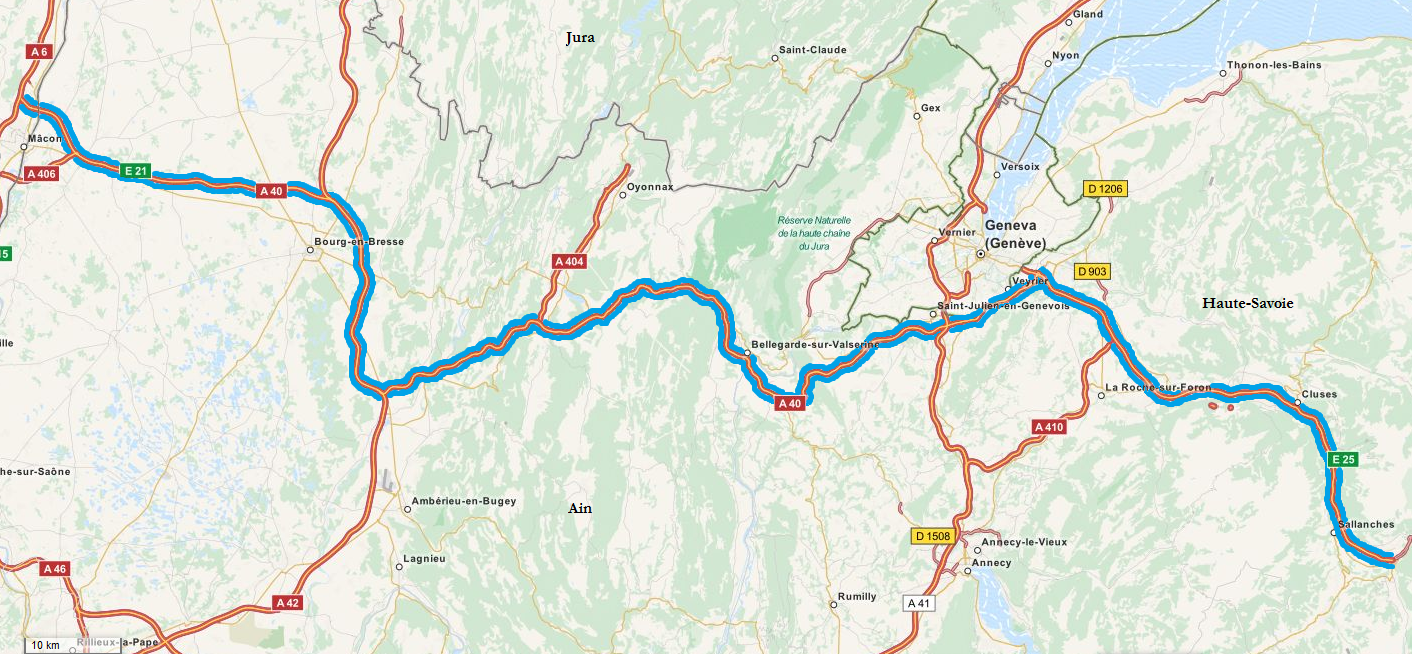
Carte de l'autoroute.

Kilométrage à partir de l’autoroute A6. Points repères à partir de Passy. « Chamonix » est sous-entendu « Chamonix-Mont-Blanc ».

### A40
Section concédée à APRR et payante. (Autoroute des Titans)

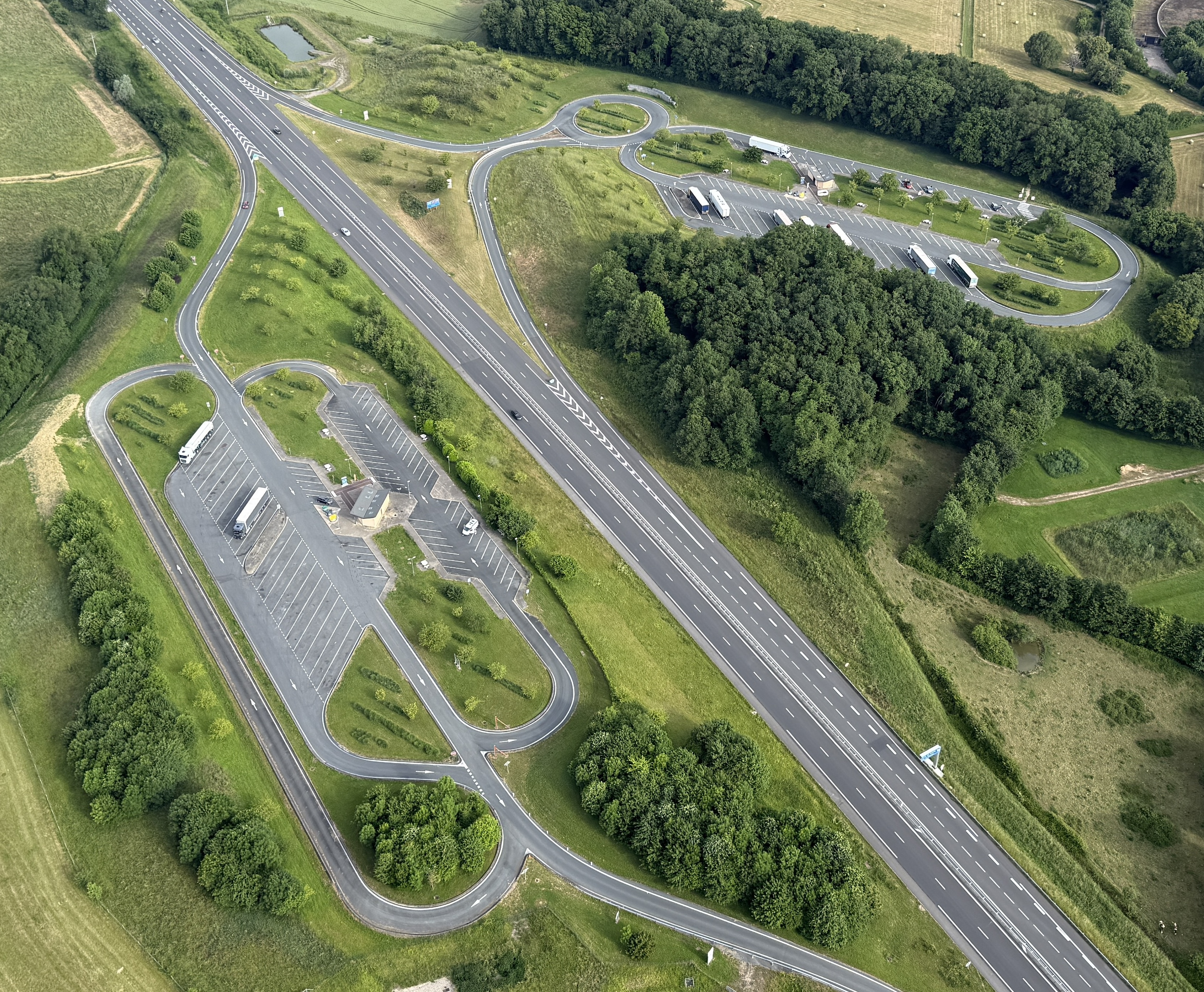
À Saint-Cyr-sur-Menthon avec les aires des Planons et du Musée de la Bresse.

- Échangeur entre A6 et A40 : Paris, Dijon, Chalon-sur-Saône (demi-échangeur) à 0 km
- 1 Mâcon - centre à 2 km : Mâcon (PR 204) (demi-échangeur)

Passage du département de Saône-et-Loire à celui de l'Ain.
- 2 Feillens à 5 km : Saint-Laurent-sur-Saône, Pont-de-Vaux, Feillens, Replonges
- 3 Replonges à 8 km : Pont-de-Veyle, Vonnas, Replonges, Saint-Laurent-sur-Saône, Bourg-en-Bresse par RD, Bâgé-Dommartin
- Échangeur entre A406 et A40 à 10 km : Moulins, Montceau-les-Mines, Mâcon - sud (demi-échangeur)
  -  Aires de repos des Planons (sens  Mâcon – Chamonix),  du musée départemental de la Bresse (sens Chamonix – Mâcon) à 15 km

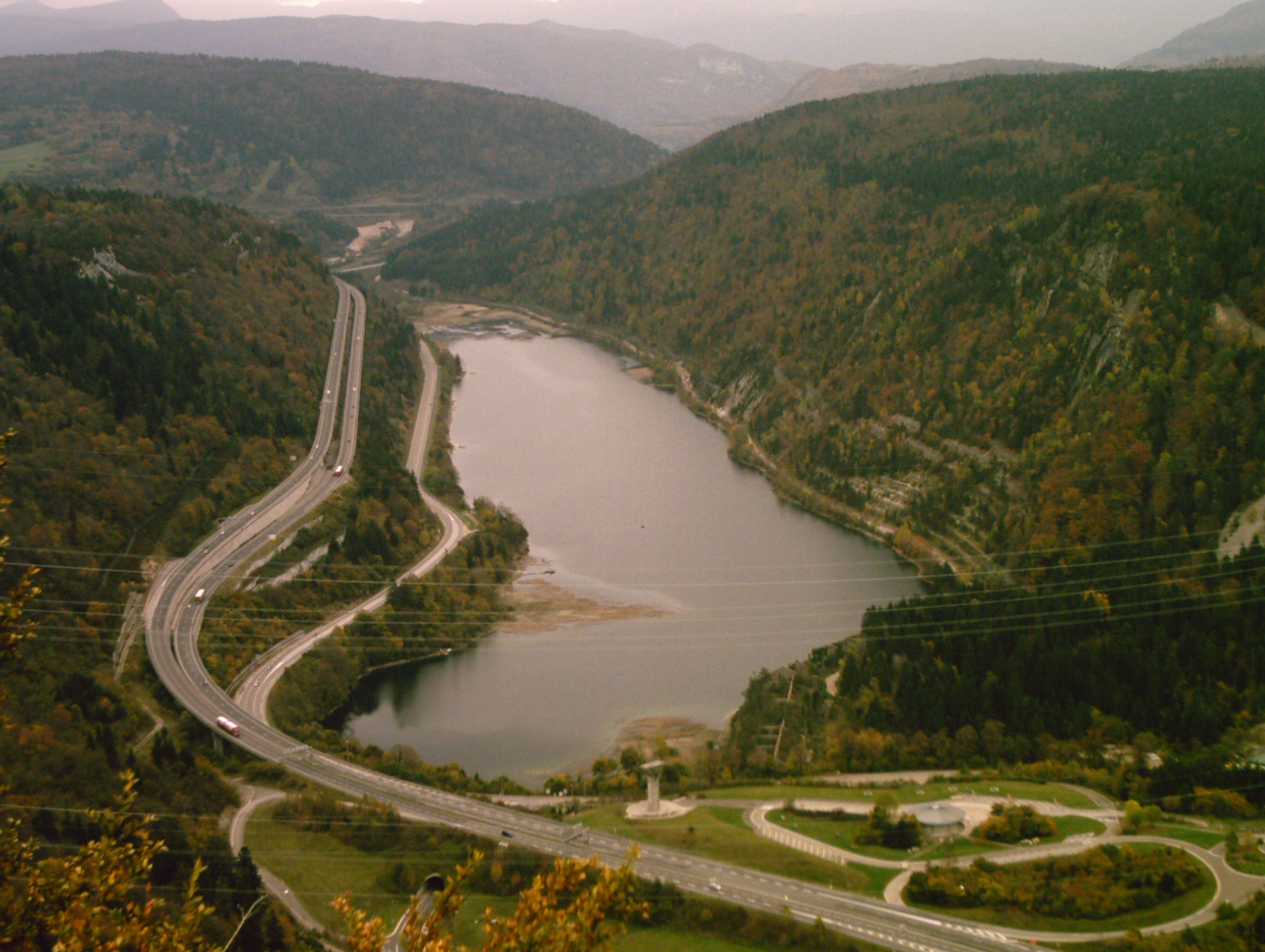
Viaduc de Sylans longeant le lac de Sylans.

- 4 Saint-Genis-sur-Menthon à 18 km : Vonnas, Saint-Genis-sur-Menthon (demi-échangeur)
- 5 Bourg-en-Bresse - nord à 30 km : Montrevel-en-Bresse, Viriat, Bourg-en-Bresse - centre, Attignat
- Échangeur entre A39 et A40 à 37 km : Metz-Nancy (A31), Strasbourg (A36), Lons-le-Saunier, Lille, Dijon
- 6 Viriat à 40 km : Bourg-en-Bresse - centre, est, Saint-Étienne-du-Bois, Val-Revermont, Viriat
  -  Aires de service de Bourg Teyssonge (sens Mâcon – Chamonix),  de Bourg Jasseron (sens Chamonix – Mâcon) à 43 km
- 7 Bourg-en-Bresse - sud à 50 km : Bourg-en-Bresse - centre, Ceyzériat, Péronnas, Ainterexpo Ekinox
  -  Aires de repos de Certines (sens  Mâcon – Chamonix),  de Tossiat (sens Chamonix – Mâcon) à 54 km
- Échangeur entre A42 et A40 à 60 km : Lyon, Chambéry, Grenoble, Saint Exupéry
  -  Aire de repos de Neuville-sur-Ain (sens  Chamonix - Mâcon) à 66 km
  - Viaduc de Poncin (566 m)
  -  Aires de service de Ceignes Cerdon (sens Mâcon – Chamonix),  de Ceignes Haut-Bugey (sens Chamonix – Mâcon) à 76 km

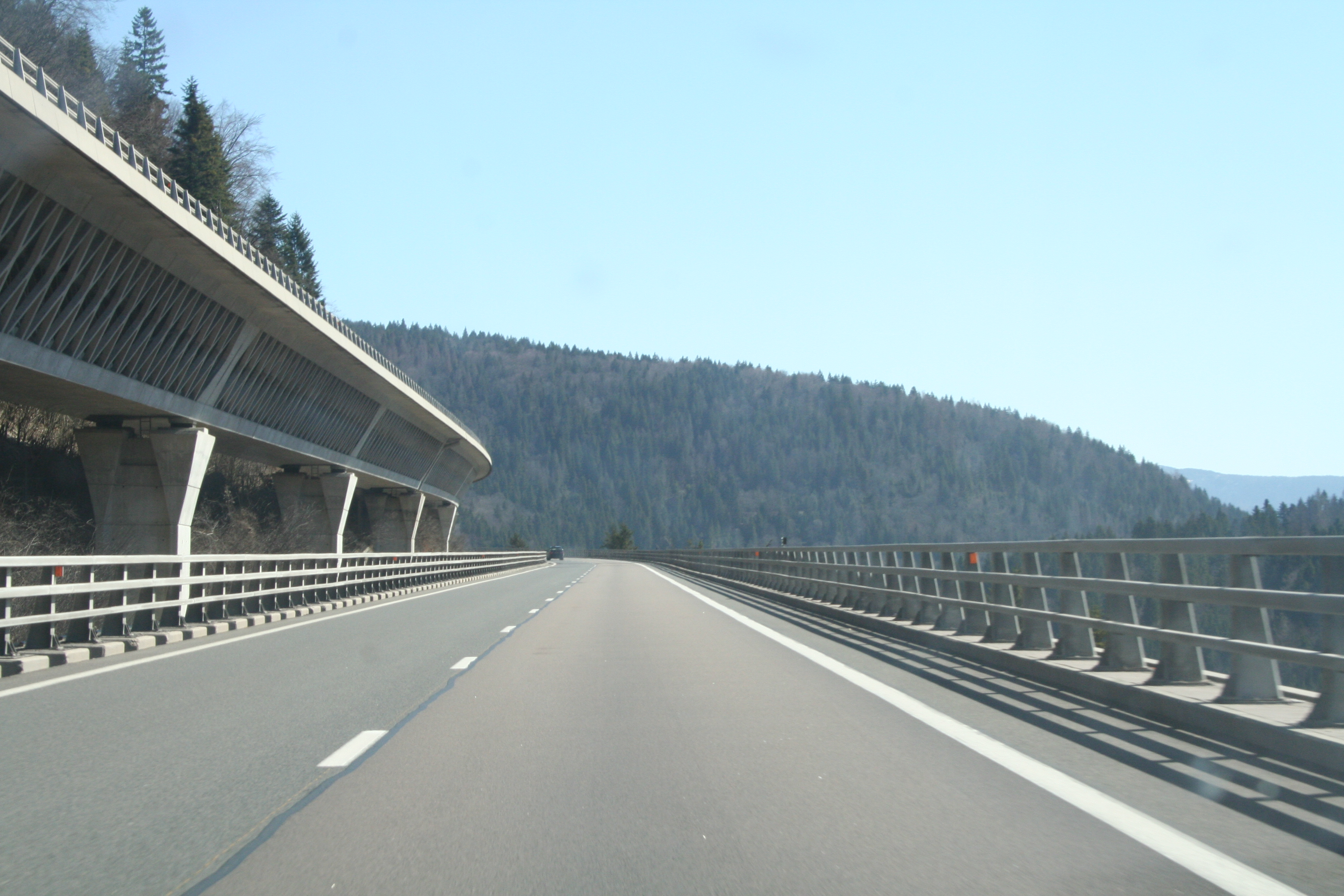
À Nantua.

- - Col de Ceignes (altitude 646 m)
- 8 Saint-Martin-du-Fresne à 81 km : Plateau d'Hauteville, Saint-Martin-du-Fresne +  Échangeur entre A404 et A40 : Oyonnax, Nantua
  -  Tunnel de Chamoise (3 300 m)
  - Viaduc de Nantua(1 003 m)
  - Viaduc des Neyrolles (782 m)
  - Viaduc des Glacières (214 m)
- 9 Sylans à 90 km : Saint-Germain-de-Joux, Nantua, Lac de Sylans +  Aires de repos du Lac (sens  Mâcon - Chamonix),  des Neyrolles (sens Chamonix - Mâcon) à 90 km
  - Viaduc de Sylans (1 266 m)
  - Viaduc de Charix (542 m)
  - Viaduc de Lalleyriat (194 m) / (130 m)
  - Viaduc de Frébuge (439 m)
  -  Tunnel de Saint-Germain-de-Joux (1 196 m / 1 161 m)
  - Viaduc du Tacon (322 m)
  -  Tunnel de Châtillon (720 m)
  - Viaduc de Châtillon (222 m / 195 m)
  -  Aires de repos de la Michaille (sens  Mâcon - Chamonix),  de la Semine (sens Chamonix-Mâcon) à 103 km

Section concédée à ATMB et payante (sauf entre les sorties 13 à 14, 15 et 20 à 22). (Autoroute Blanche)
- 10 Bellegarde-sur-Valserine à 108 km : Bellegarde-sur-Valserine, Châtillon-en-Michaille
  - Viaduc de Bellegarde-sur-Valserine (1 040 m)

Passage du département de l'Ain à celui de la Haute-Savoie.
- 11 Éloise à 117 km : Seyssel, Frangy, Éloise, Rumilly, Annecy par RD
  -  Tunnel du Vuache (1 400 m)
  -  Aire de service de Valleiry (dans les deux sens)
- Pas de sortie 12 – Échangeur de Viry en projet
- Péage de Viry
- 13 Saint-Julien-en-Genevois : Cruseilles, Saint-Julien-en-Genevois, Annecy par RD
- Échangeur entre A41 et A40 à 140 km : Cointrin, Lausanne, Genève - centre, Grenoble, Annecy, Cruseilles
- 13.1 Archamps à 143 km : Collonges-sous-Salève, Archamps, Technopôle (PR 65)
  -  Aire de repos du téléphérique du Salève (sens  Chamonix – Mâcon) à 148 km
- Échangeur entre A411 et A40 (Échangeur d'Étrembières) à 151 km : Genève - Vallard, Gaillard +  14 Annemasse à 152 km : Annemasse, Reignier-Ésery (PR 56)
- Péage de Nangy +  Aires de repos de Nangy Sud (sens  Mâcon – Chamonix),  de Nangy Nord (sens Chamonix – Mâcon) à 159 km

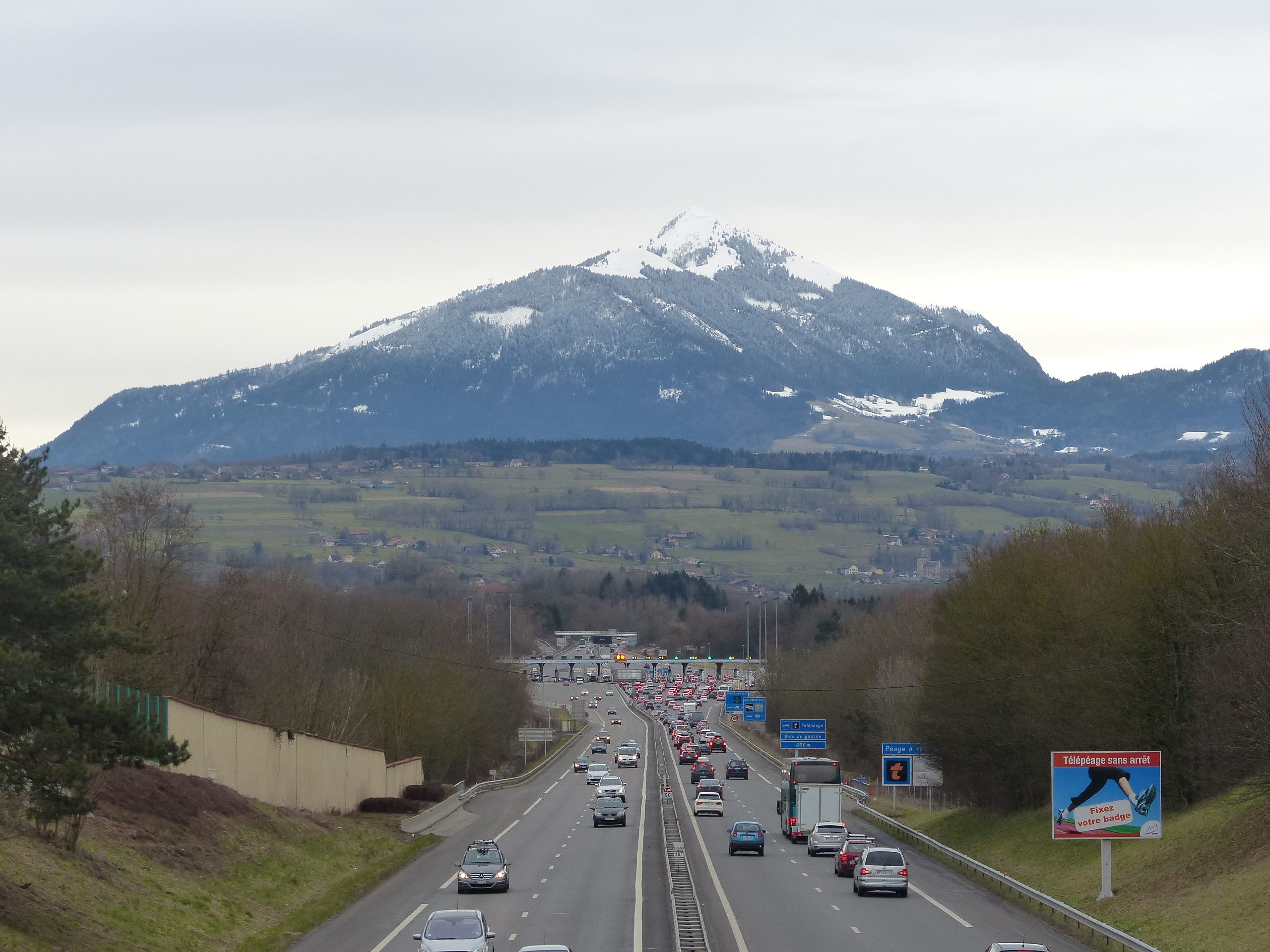
Le péage de Nangy, face au Môle.

- 15 La Vallée Verte à 161 km : Thonon-les-Bains, Évian-les-Bains, Saint-Jeoire, Vallée Verte, Reignier-Esery
- Échangeur entre A410 et A40 à 163 km : La Roche-sur-Foron, Annecy, Grenoble (A41), Lyon (A43)
- 16 Bonneville - ouest à 170 km : Bonneville - centre, Saint-Pierre-en-Faucigny, La Roche-sur-Foron (PR 37)
  -  Aire de service de Bonneville (dans les deux sens) à 172 km
- 17 Bonneville - est à 174 km : Thyez, Marignier, Bonneville - Z. I (PR 34)
- 18 Scionzier à 183 km : Morzine-Avoriaz, Les Gets, Samoëns, Cluses - ouest (demi-échangeur, PR 25)
- Péage de Cluses +  19 Cluses à 188 km : Flaine, Magland, Les Carroz d'Arâches, Cluses - centre, C.R. des Douanes (PR 20)
- 20 Sallanches à 198 km : Albertville, Megève, Sallanches,  Hôpital, Magland (PR 10)
  -  Aire de repos de Passy (sens  Mâcon – Chamonix)
- 21 Passy à 206 km : Passy - centre, Saint-Gervais-les-Bains (PR 2)
- 22 Saint-Gervais-les-Bains à 207 km : Passy - Chedde, Saint-Gervais-les-Bains, Albertville (demi-échangeur)
  -  Fin d'autoroute : l'A40 devient RN 205 au lieu-dit de l'Abbaye sur la commune de Passy à 207 km.

### RN 205
Section concédée à ATMB et gratuite (sauf le Tunnel du Mont-Blanc). (Route Blanche)

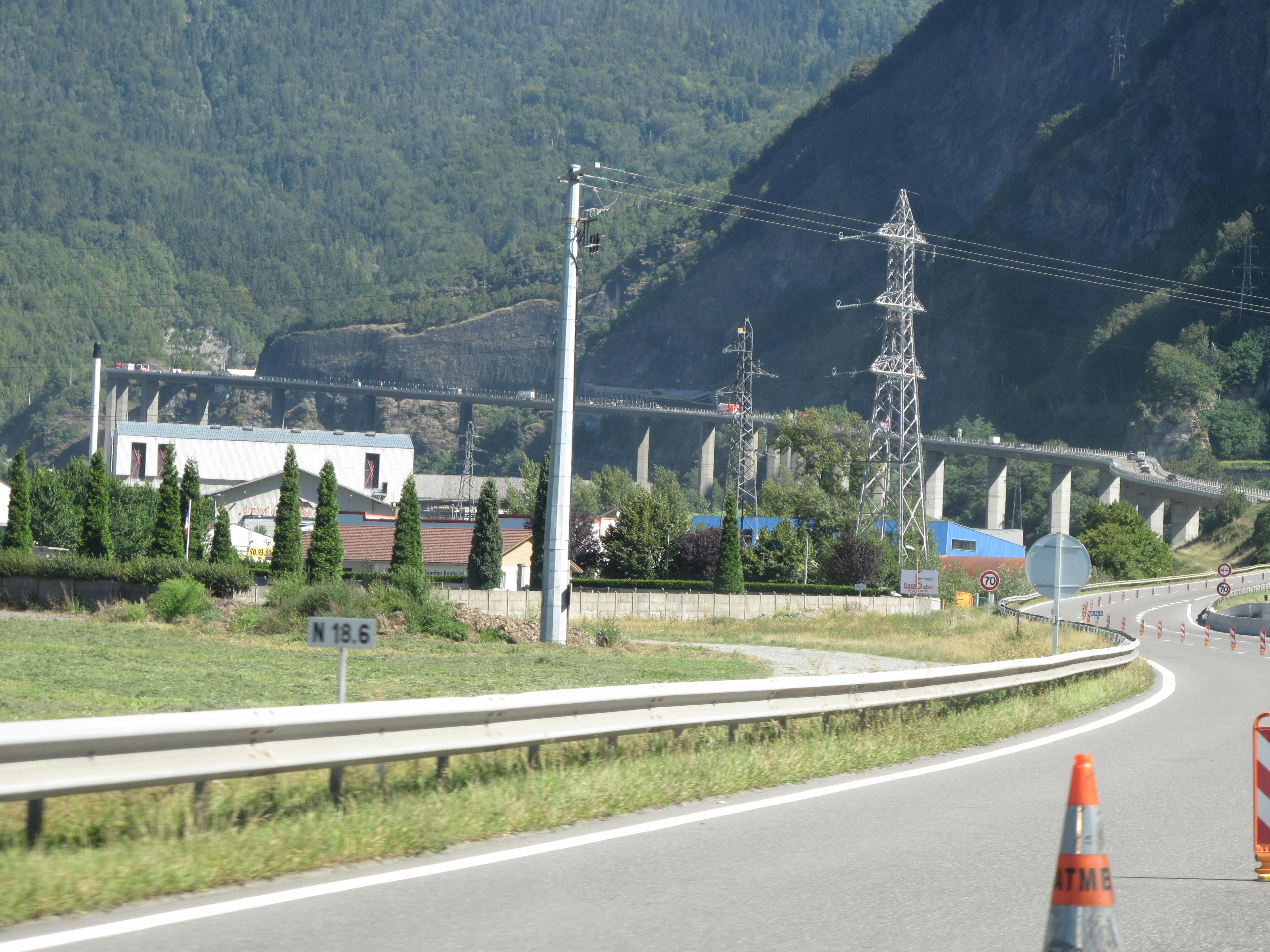
L'A40 est poursuivie par la route nationale 205, qui emprunte le viaduc des Égratz en direction du tunnel du Mont-Blanc.

- Viaduc des Égratz dans le sens Genève-Chamonix ou   section en descente rapide à virages dans l'autre sens
  -  Aire de service de Passy - Le Fayet (sens Mâcon - Chamonix-Mont-Blanc) (aire de régulation pour les poids lourds)
- 23 Le Châtelard à 212 km : Le Châtelard
  -  Tunnel du Châtelard (420 m)
- 24 Servoz à 213 km : Servoz, Gorges de la Diosaz, Les Houches - Le Lac
- 25 Vaudagne à 215 km : Servoz
  -  Tunnel des Chavants (1 015 m) dans le sens Genève-Chamonix ou  section à virage dans l'autre sens
- 26 Les Houches - Les Trabets à 218 km : Les Houches,   Bellevue - Prarion
- 27 Les Houches - centre à 219 km : Les Houches
- 28 Les Gravières : Les Gravières +  Aire de service des Gravières (dans les deux sens) à 220 km
  -  Tranchée couverte des Houches
- 29 Taconnaz à 220 km : Les Houches
- 30 Les Bossons à 222 km : Les Bossons (de Passy et de Chamonix)
  -  Tranchée couverte des Montquarts
- (sortie par la gauche)  31 Chamonix-Mont-Blanc à 224 km :  Carrefour giratoire entre RN 205 et RD 1506 : 
  - RN 205 :  Italie par le Tunnel du Mont-Blanc () ; A40, Albertville, Genève
  - RD 1506 : Chamonix-Mont-Blanc, Martigny
  -    Section en 2x1 voies à virages en montée à 7%
- Péage du Tunnel du Mont-Blanc
- Tunnel du Mont-Blanc à 227 km

 France /  Italie Frontière franco-italienne à l'intérieur du tunnel
- Entrée sur le territoire italien, la RN 205 devient la T1 jusqu'à la sortie du tunnel puis Autoroute A5 (Italie) en direction de : Turin, Milan, Aoste, Courmayeur

## Ouvrages d’art
Ouvrages d’art rencontrés dans le sens Macon - Genève :
- km 139 : Viaduc de Poncin (566 m)
- km 112 : Tunnel de Chamoise (3 300 m)
- km 118 : Viaduc de Nantua (1 003 m)
- km 117 : Viaduc des Neyrolles (782 m)
- km 114 : Viaduc des Glacières (214 m)
- km 112 : Viaduc de Sylans (1 266 m)
- km 111 : Viaduc de Charix (542 m)
- km 110 : Viaduc de Lalleyriat (194 m) / (130 m)
- km 109 : Viaduc de Frébuge (439 m)
- km 108 : Tunnel de Saint-Germain-de-Joux (1 196 m / 1 161 m)
- km 107 : Viaduc du Tacon (322 m)
- km 105 : Tunnel de Châtillon (720 m)
- km 104 : Viaduc de Châtillon (222 m / 195 m)
- km 97 : Viaduc de Bellegarde-sur-Valserine (1 040 m)
- km 84 : Tunnel du Vuache (1 400 m)

Sélection de photos des tunnels de l'A40.
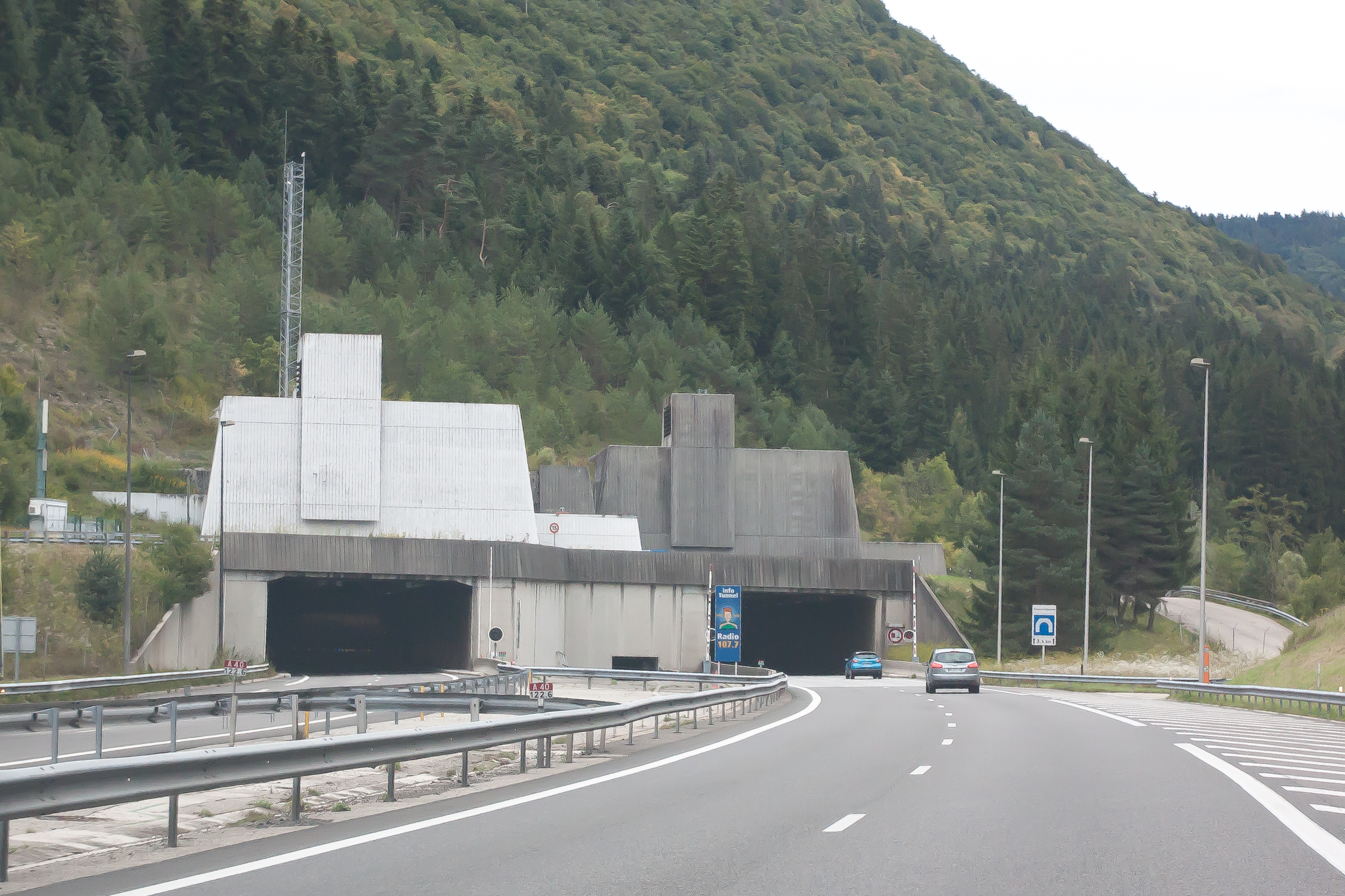
Le tunnel de Chamoise.
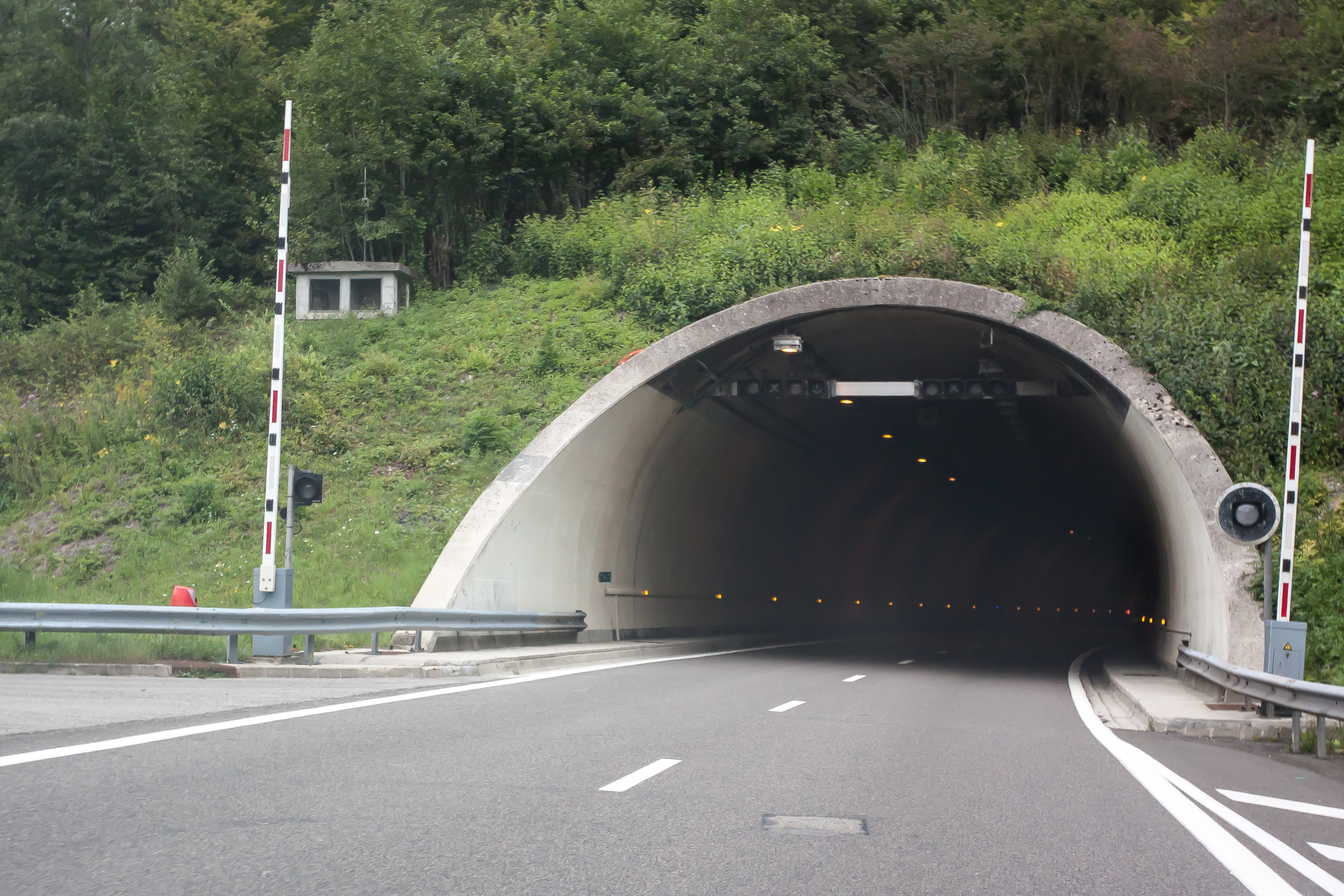
Le tunnel de Saint-Germain-de-Joux.
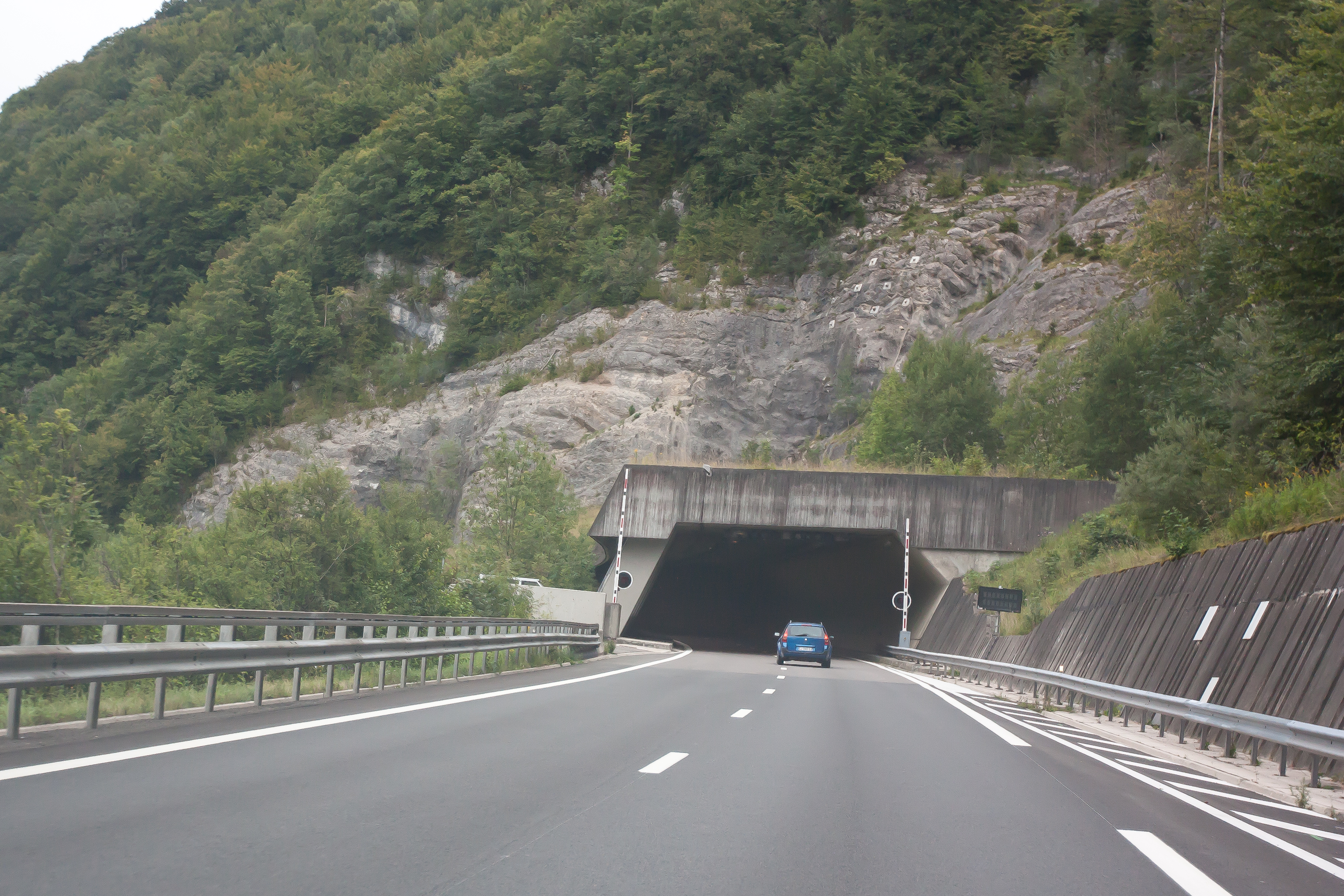
Le tunnel de Châtillon.
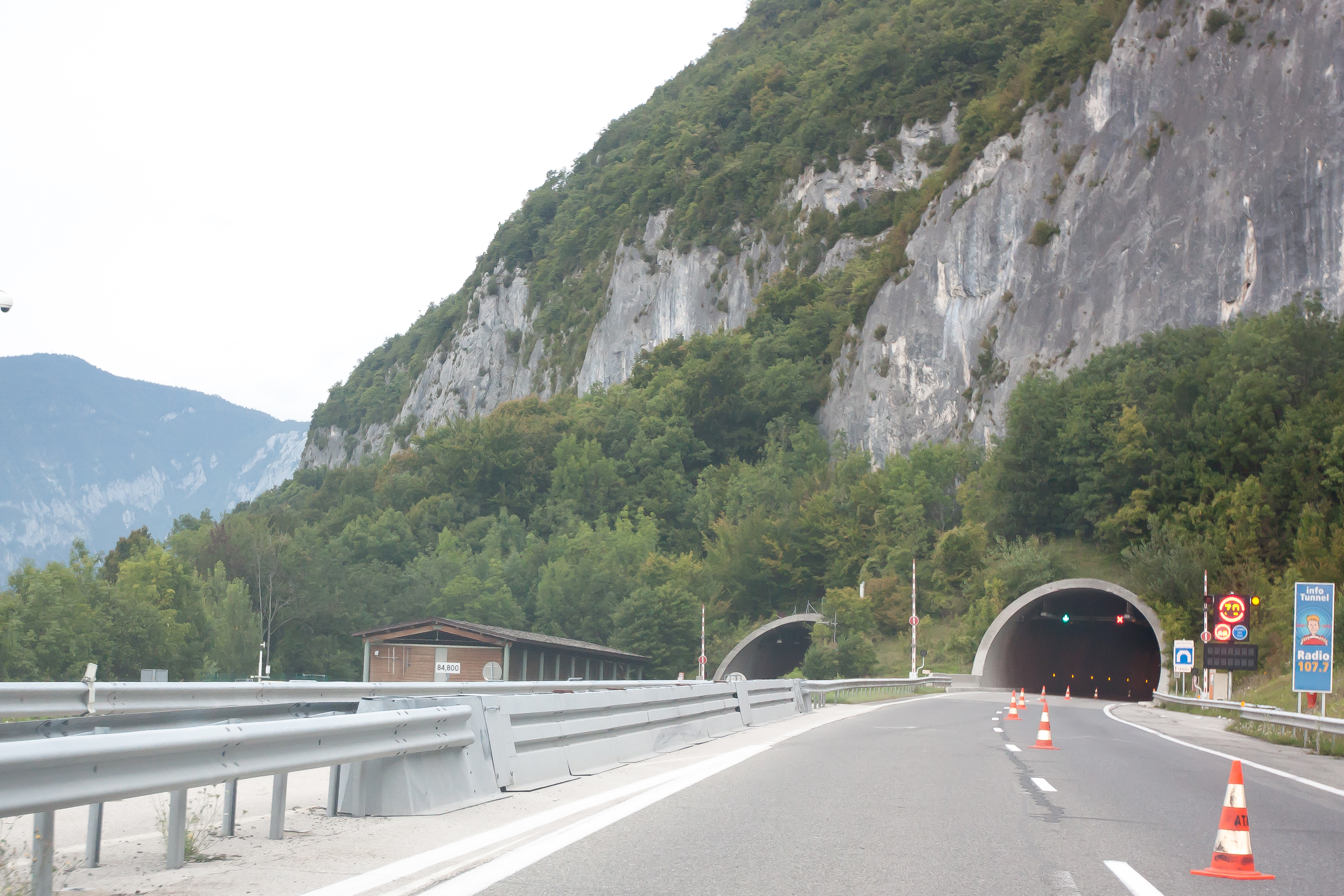
Le tunnel du Vuache.

Sélection de photos des viaducs de l'A40.
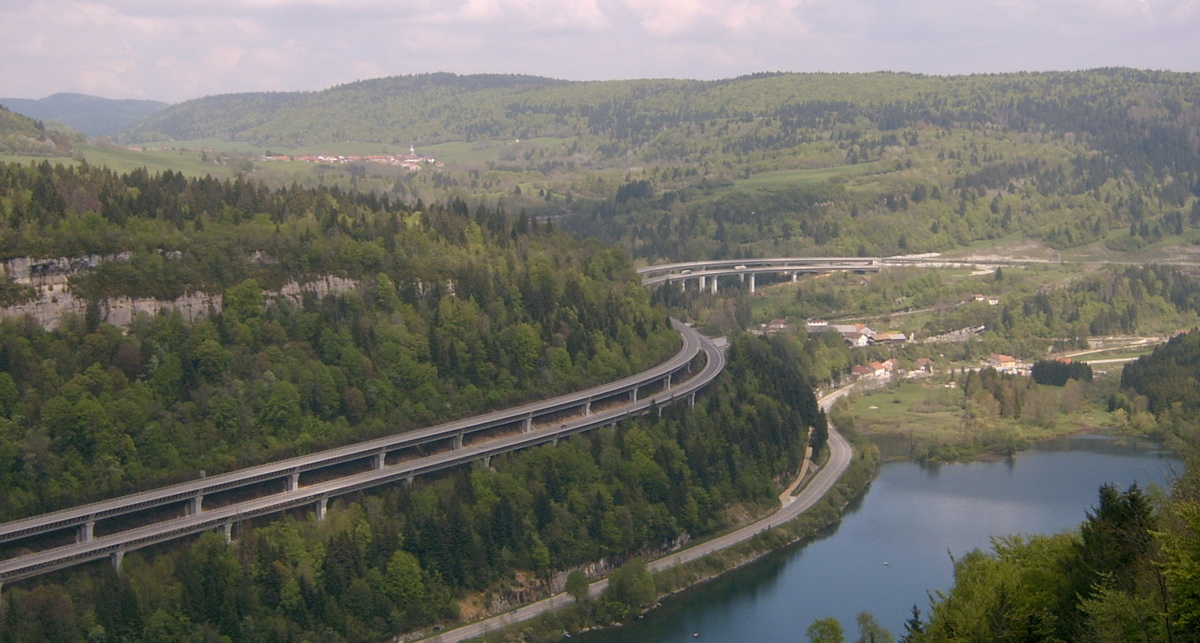
Le viaduc et le lac de Sylans.
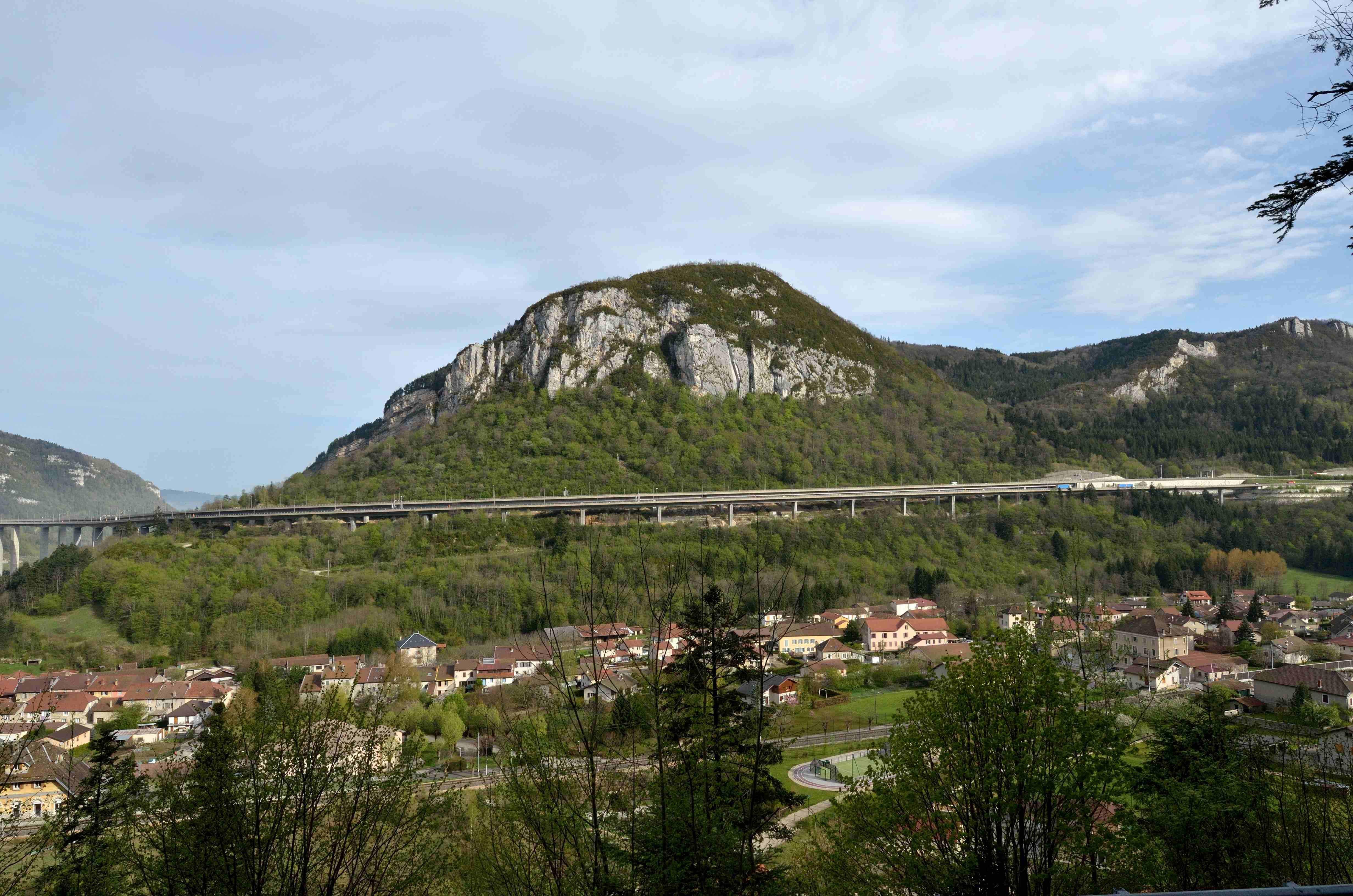
Le viaduc des Neyrolles.
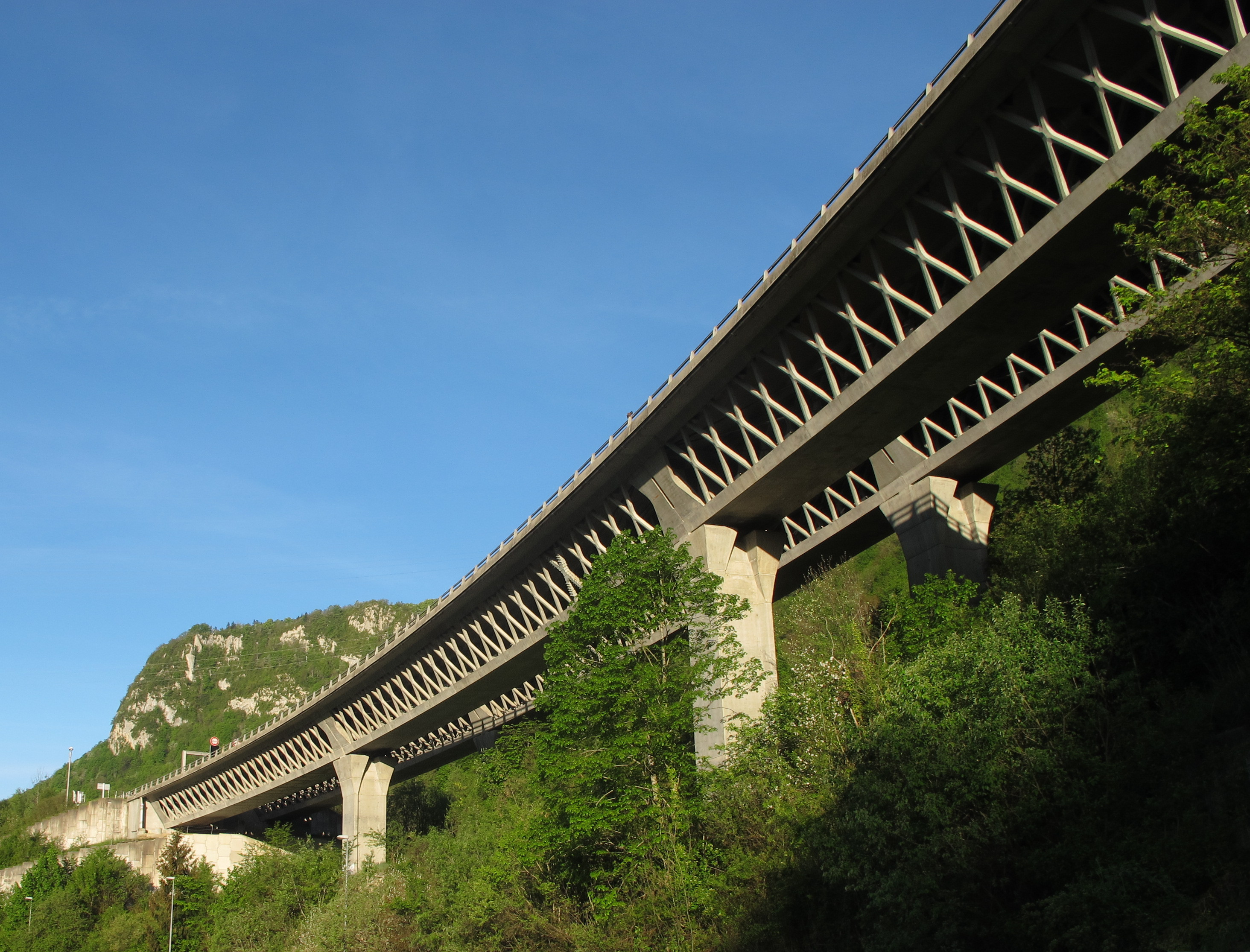
Le viaduc des Glacières.
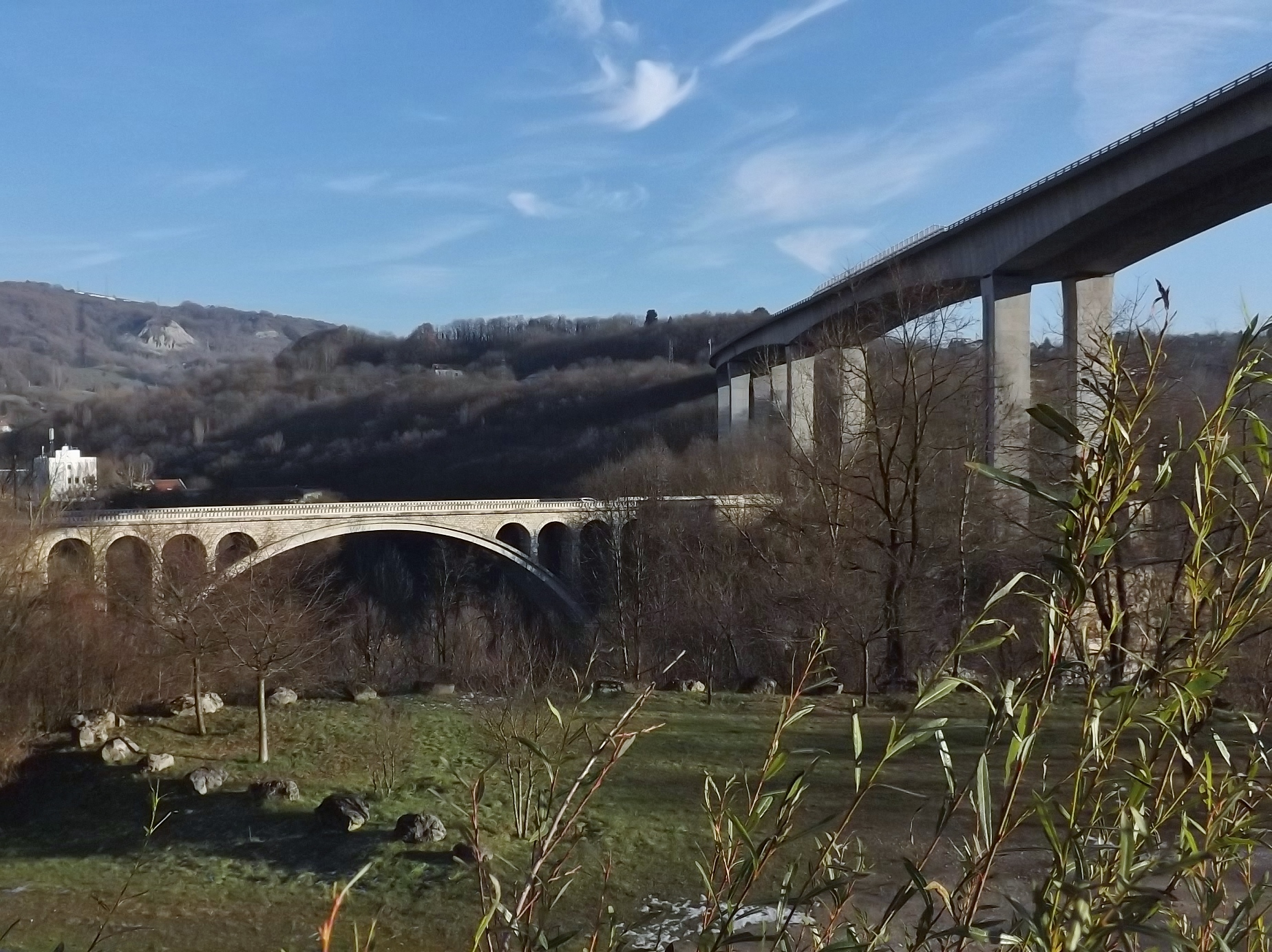
Le viaduc de Bellegarde-sur-Valserine.

## Croisements autoroutiers
- vers A406 (contournement sud de Mâcon)
- vers A39 (Dole)
- vers A42  (Lyon)
- vers A404 (Oyonnax)
- vers A41, puis A1 (Genève, Lausanne)
- vers A41 (Annecy)
- vers A411 (échangeur d'Étrembières) (Genève-Vallard)
- vers A410 (Annecy)

Échangeurs et croisements entre l'A40 et d'autres autoroutes.
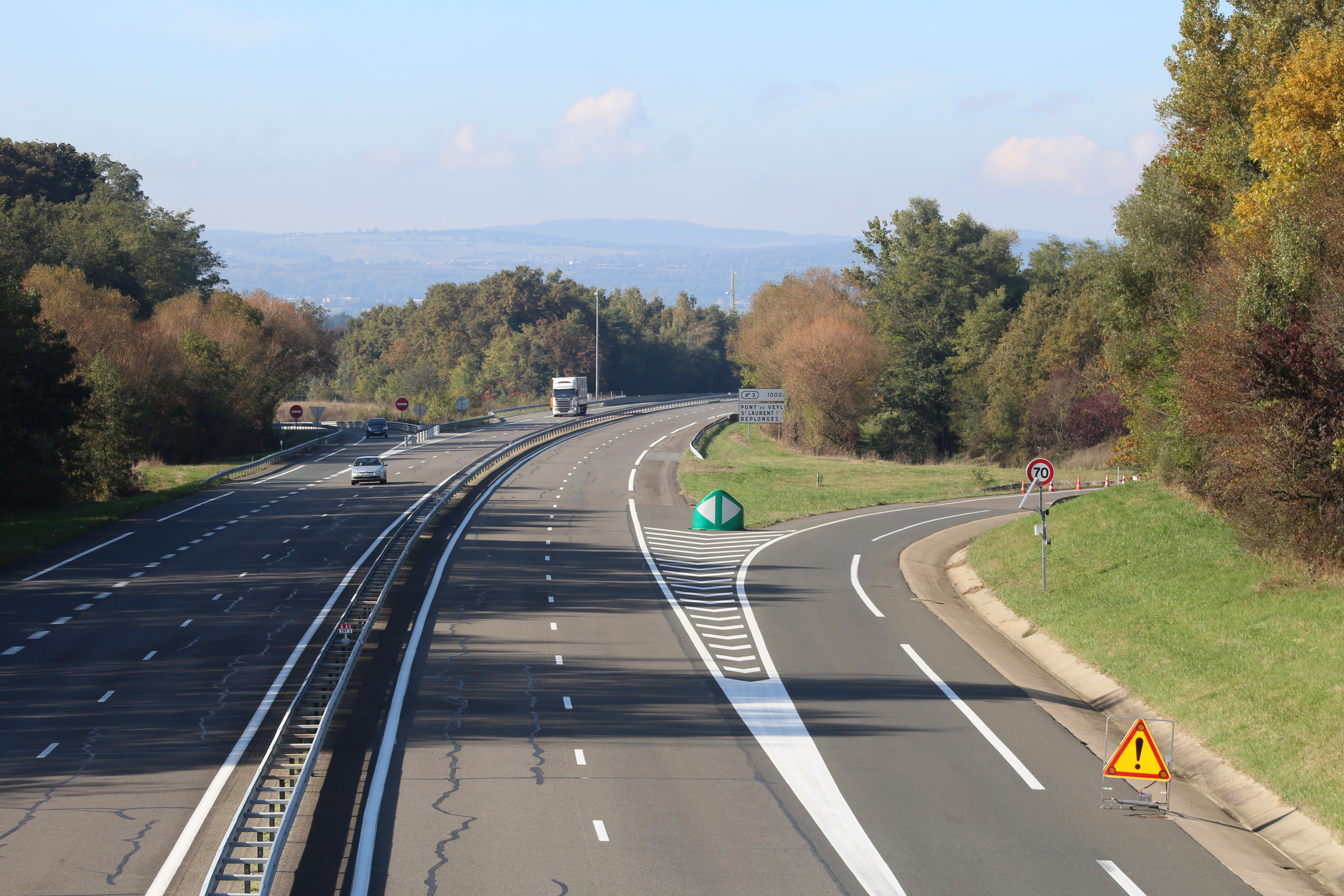
Branchement de l'A406 sur l’A40
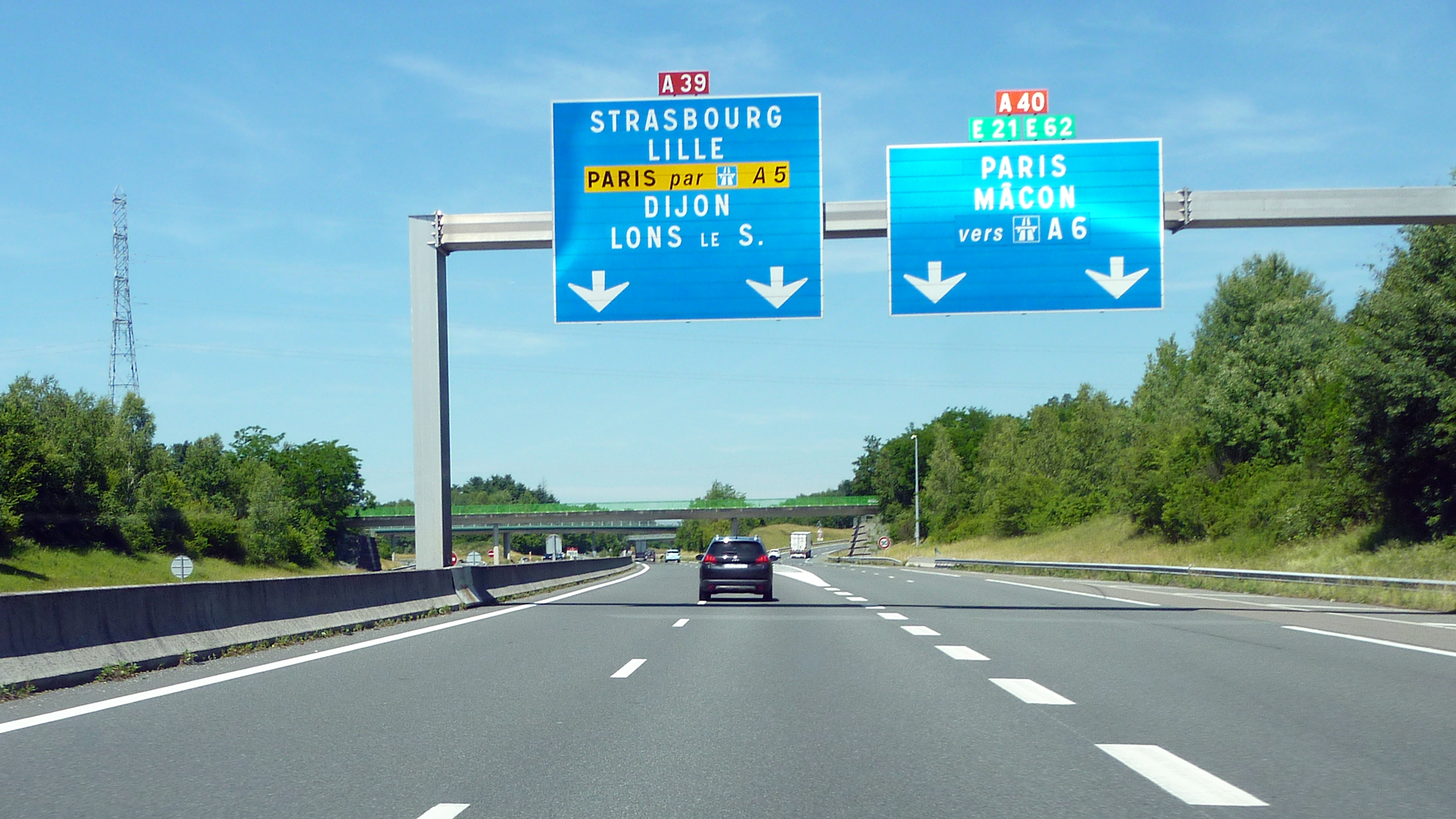
Échangeur entre l’A40 et l’A39
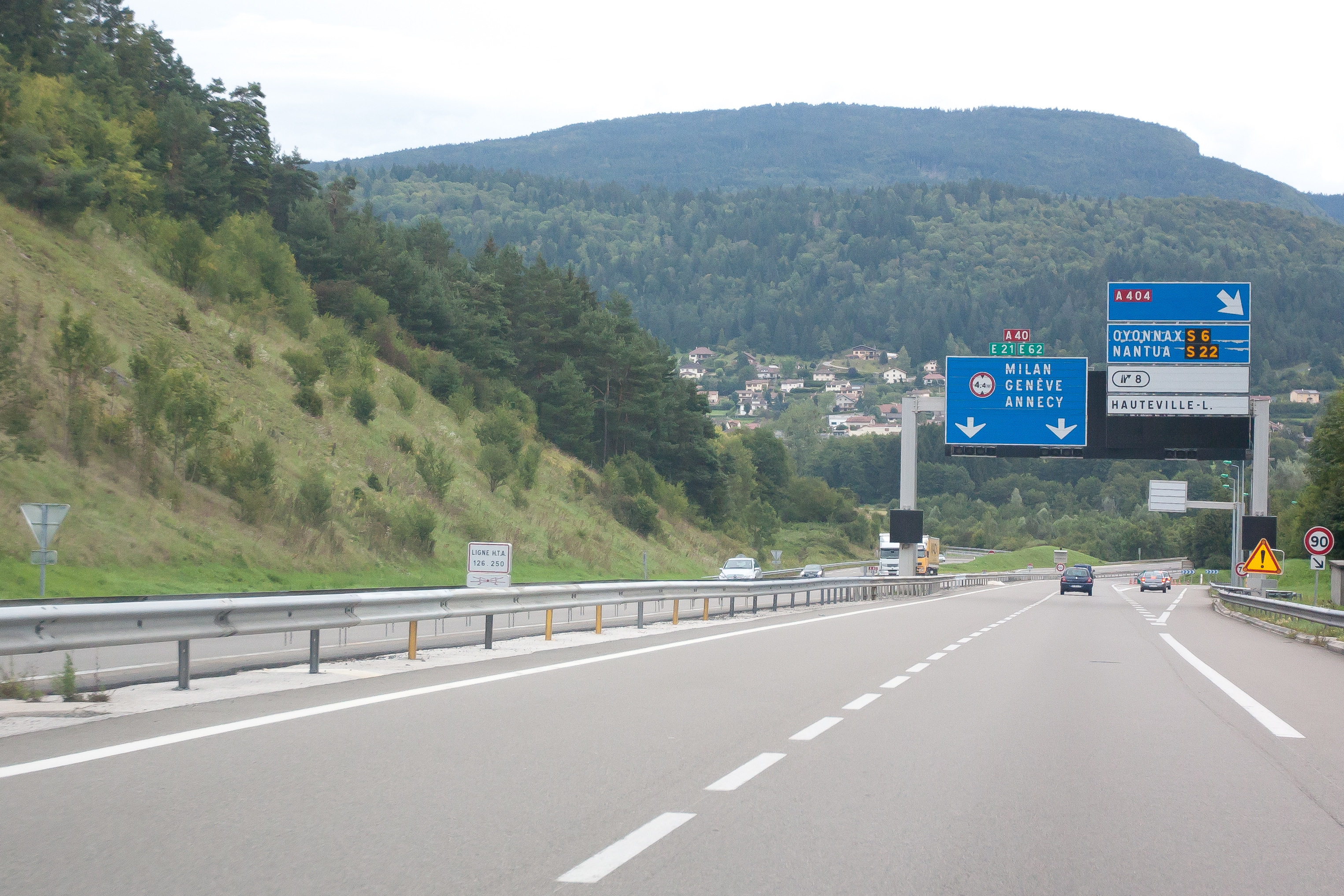
Échangeur entre l’A40 et l’A404
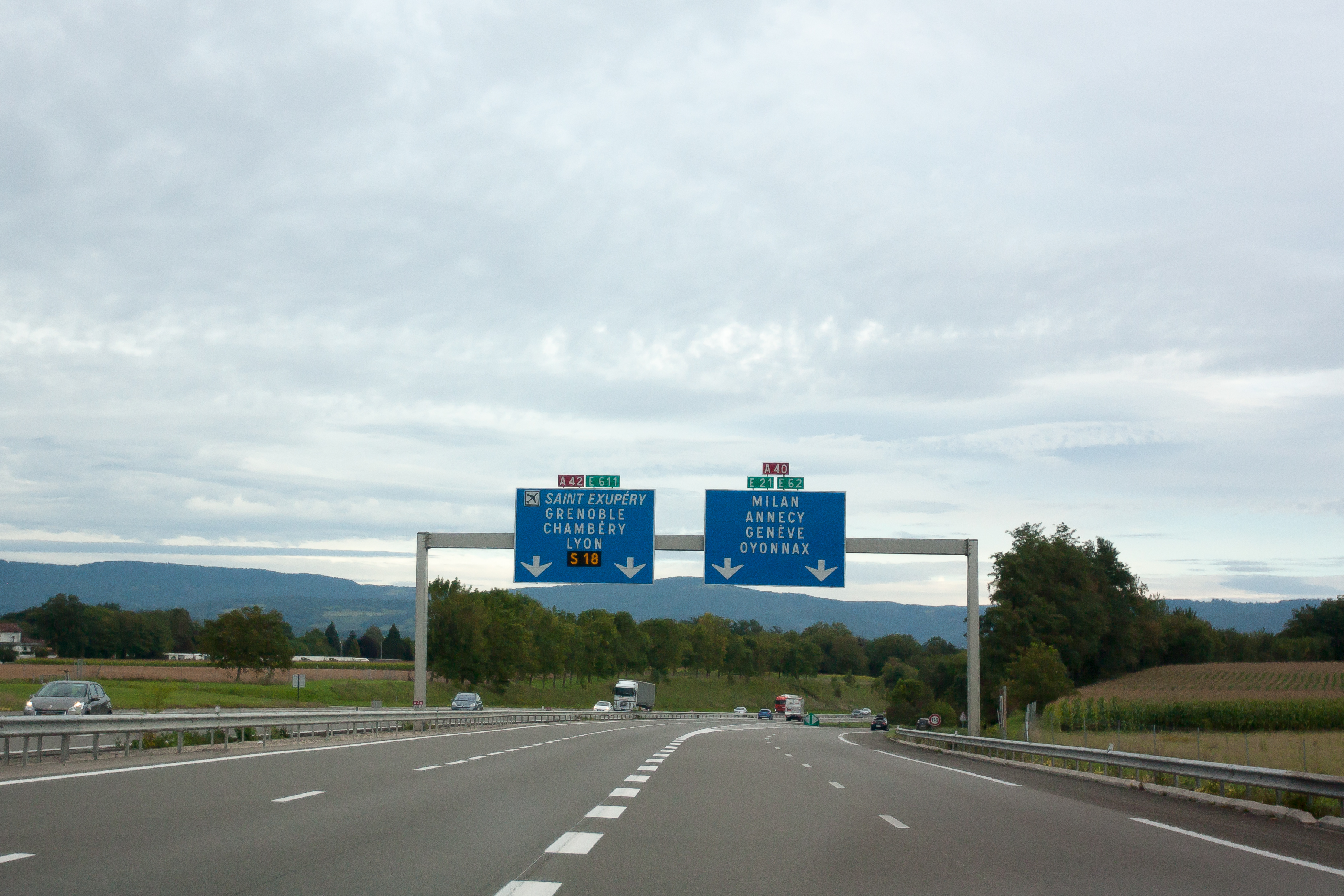
Échangeur entre l’A40 et l’A42
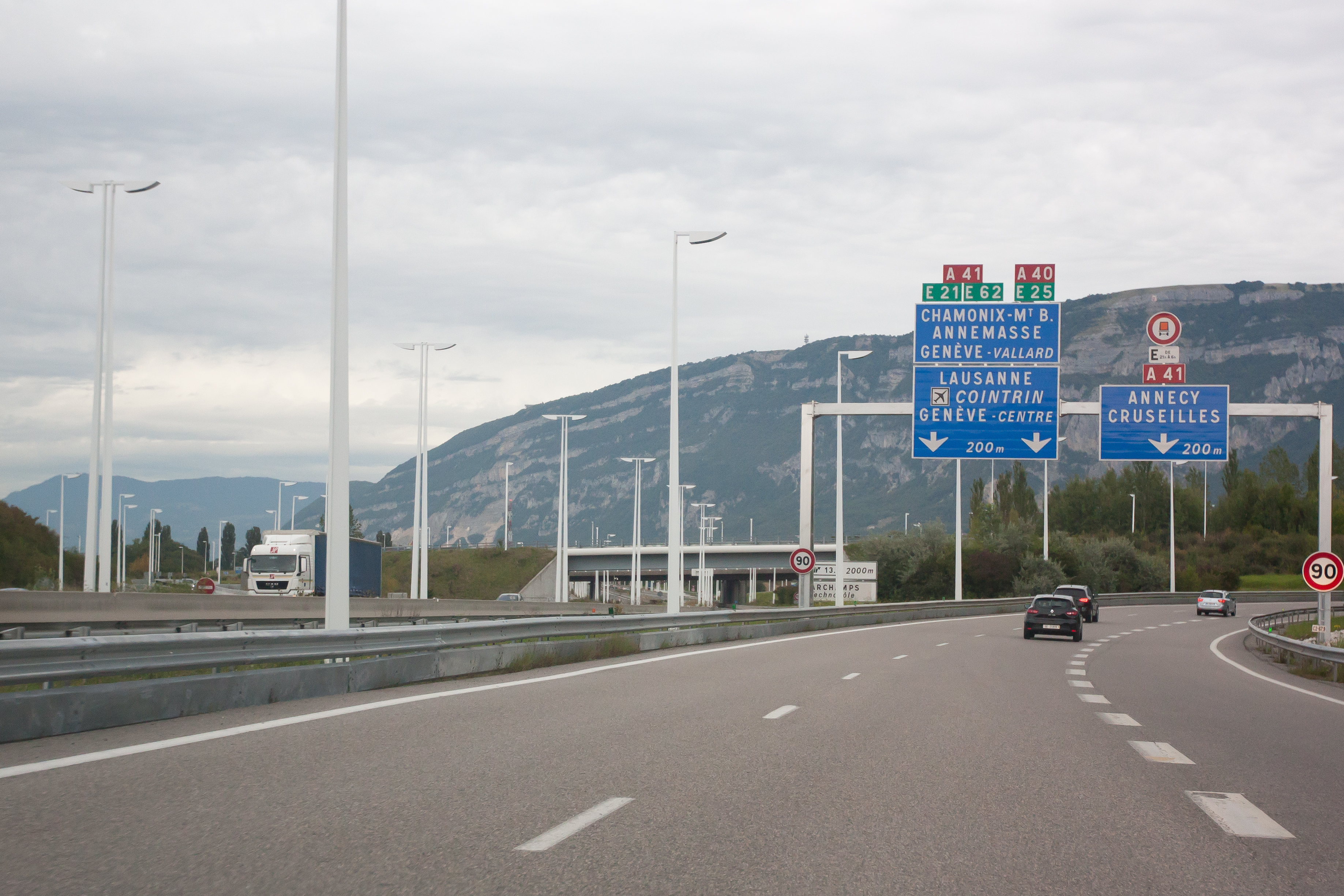
Échangeur entre l’A40 et l’A41
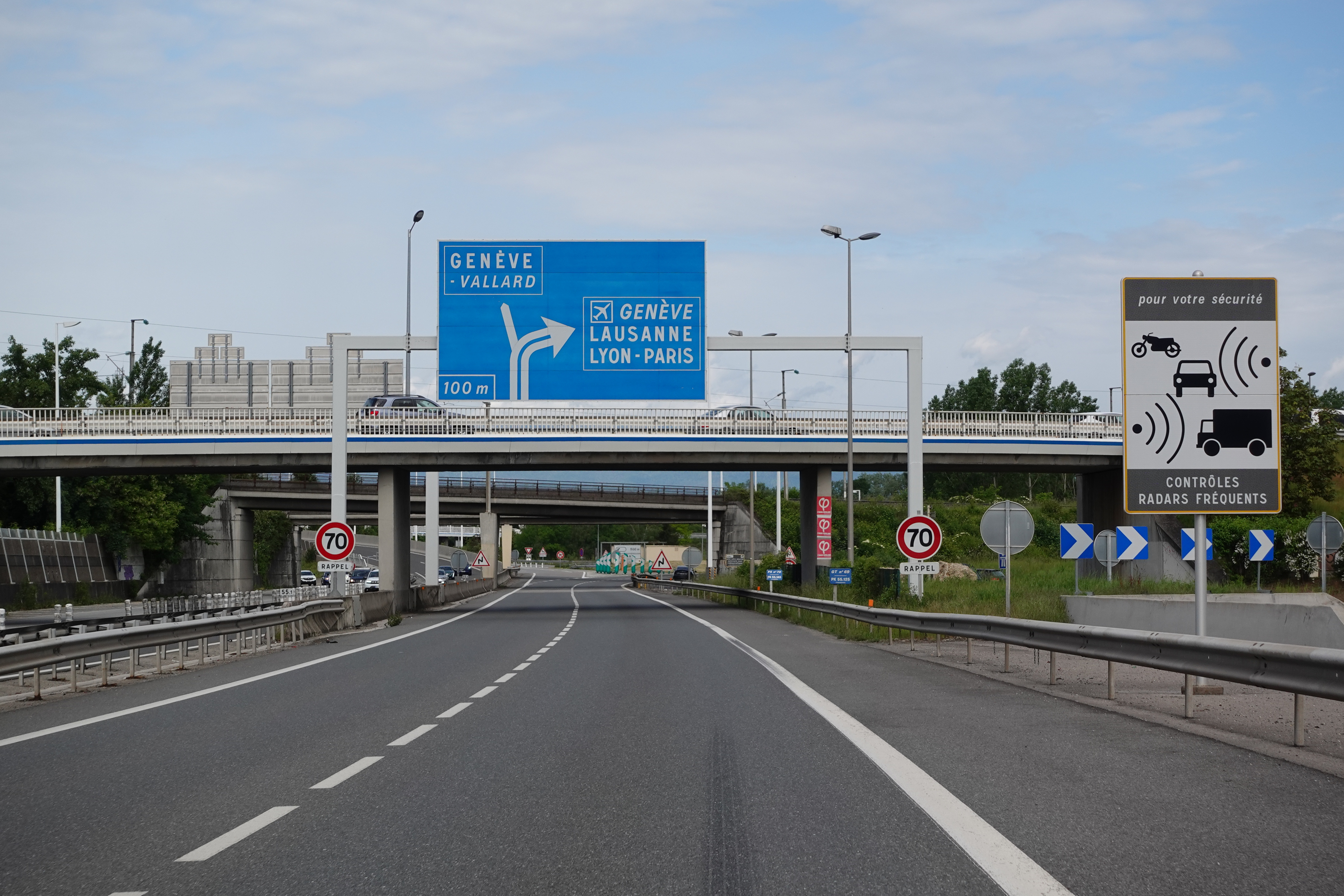
Échangeur entre l’A40 et l’A411

## Départements traversés
L'autoroute A40 traverse 3 départements.
La liste suivante répertorie les villes desservies et les sites remarquables à proximité de l'autoroute.
Saône-et-Loire
- Mâcon

Ain
- La Bresse
- Bourg-en-Bresse
- Pont-d'Ain
- La rivière d'Ain
- le Bugey
- lac de Nantua
- lac de Sylans
- Valserhône

Haute-Savoie
- Saint-Julien-en-Genevois ; l'A40 longe la frontière sud de Genève (Suisse)
- Salève
- Annemasse
- Bonneville
- Cluses
- Sallanches
- Saint-Gervais-les-Bains
- Passy